# Alfa Romeo SZ
O Alfa Romeo SZ (Sprint Zagato) ou ES-30 (Experimental Sportscar 3.0 litre) é um carro desportivo de alto desempenho de produção limitada de 1989 e 1991, resultado de uma parceria entre o Centro Stile Zagato, o Centro Stile Alfa Romeo e o Centro Stile Fiat. Foi revelado como ES-30 no Salão de Genebra de 1989 como um protótipo da Zagato. Foi posto à venda como Alfa Romeo embora o carro tenha sido principalmente construído pela Zagato (a não ser a parte mecânica).
Robert Opron do estúdio de design da Fiat foi responsável pelos esboços iniciais enquanto Antonio Castellana foi o maior responsável pelos detalhes de estilo finais e pelo interior. Apenas o logo "Z" da Zagato foi mantido no carro.
Em termos de motor e componentes mecânicos, o carro foi baseado no Alfa Romeo 75. A produção foi feita pela Zagato em Rho, perto da fábrica da Alfa Romeo em Arese. Os painéis da carroçaria feitos com compósito termoplástico moldado por injecção foram feitos pela companhia italiana Carplast e pela companhia francesa Stratime.
A suspensão foi tirada do Alfa Romeo 75 Group A, e modificada por Giorgio Pianta, engenheiro e chefe das equipas de rally da Fiat e da Lancia. Um sistema de amortecedores hidráulico foi feito pela Koni. O SZ foi originalmente equipado com pneus Pirelli P Zero (dianteiros 205/55 ZR 16; traseiros 225/50 ZR 16)e é capaz de suster 1.1 Gs nas curvas, embora alguns condutores tenha registado 1.4 Gs, que continua a ser um excelente desempenho.
A versão de dois lugares com tecto rígido também teve uma versão descapotável, o RZ (de Roadster Zagato), produzido de 1992 a 1994.

## Características
- Motor: 3.0 V6 (2959 cc), 210 cv @ 6200 rpm, 245 Nm @ 4500 rpm
- SZ: Apenas um esquema de cores oficial estava disponível: Vermelho com tecto cinzento, com interior de cabedal cor de bronze.
- Um SZ foi feito em preto para Andrea Zagato, o chefe actual da Zagato
- RZ: Apenas três esquemas de cores oficiais estavam disponíveis: vermelho com cabedal preto, amarelo com cabedal preto e preto com cabedal vermelho.
- Foram feitos três RZ em prateado e um em branco pérola.
- Foram produzidos 1036 SZs (previstos 1000)
- Foram produzidos 284 RZs (previstos 350)

|  |  |